# Bryum prosatherum
Bryum prosatherum là một loài rêu trong họ Bryaceae. Loài này được Podp. mô tả khoa học đầu tiên năm 1973.